# Honorowy Obywatel Miasta Czarnkowa
Honorowi obywatele Czarnkowa – lista osób, którym rada miasta przyznała tytuł Honorowego obywatela Czarnkowa. Wyrazem nadania jest medal pamiątkowy z tytułem „HONOROWY OBYWATEL MIASTA CZARNKOWA”.

## Honorowi Obywatele Miasta Czarnkowa
- Walerian Kurzawa – tytuł nadany w 1996 roku[2]
- Marian Zaganiaczyk – tytuł nadany w 1996 roku[3]
- Przemysław Ożegowski – tytuł nadany w 1998 roku[4]
- Stanisław Pilawski – tytuł nadany w 1998 roku[5]
- Zbigniew Dudek – tytuł nadany w 1998 roku[6]
- ks. kan. Jan Chrzanowski – tytuł nadany w 2000 roku[7]
- Krystyna Kwiatkowska – tytuł nadany w 2001 roku[8]
- Władysław Pilawski – tytuł nadany w 2004 roku[9]
- Henryk Piasecki – tytuł nadany w 2004 roku[10]
- Gertruda Halicka – tytuł nadany w 2006 roku[11]
- Paul Fries – prezydent Grupy SeaKing, tytuł nadany w 2008 roku[12]
- Łucjan Halicki – tytuł nadany w 2010 roku[13]
- Rudolf Pieper – obywatel Niemiec, tytuł nadany w 2010 roku[14]